# Salomon Hirzel (Historiker)
Salomon Hirzel (geboren am 13. Mai 1727 in Zürich; gestorben am 15. November 1818 ebenda) war ein Schweizer Politiker und Historiker.

## Herkunft
Salomon Hirzel, Sohn von Hans Caspar Hirzel (1698–1751) und Regula Hirzel (1699–1741), zeigte nach dem Besuch der Zürcher Schulen Collegium humanitatis und Collegium Carolinum, wo zu jener Zeit Bodmer und Breitinger lehrten, wie schon sein älterer Bruder Hans Caspar Hirzel wenig Neigung zum Studium der Theologie. Er wollte lieber Jura studieren, um sich wie schon Vater und Großvater der Stadtverwaltung und Politik zu widmen.

## Leben
Er studierte in Halle, wo Justus Henning Böhmer und Daniel Nettelbladt seine Lehrer waren. Nach einer Reise über Berlin und durch Frankreich kehrte er nach Zürich zurück, wo er als unterer Ratssubstitut in die Stadtverwaltung eintrat. 1753 wurde er zum Gehilfen des zweiten Staatsschreibers befördert, 1762 Vorsteher der Staatskanzlei und Stadtschreiber, 1768 Mitglied des Kleinen Rates, 1769 Obervogt in Horgen und 1773 Mitglied des Geheimen Rates. 1785 schließlich wurde er Standesseckelmeister und hatte damit eine der höchsten Rangstufen im Zürcher Staatswesen inne.
In der französisch dominierten Helvetischen Republik hatte man jedoch für ihn – wie für viele andere auch – keine Verwendung mehr. 1798 wurde er aus den Staatsämtern entfernt. Erst nach dem Ende der Helvetik 1803 kehrte er in der Mediationszeit für einige Jahre in den Grossen Rat zurück.
Als junger Mann war er an der Konstituierung der von seinem Bruder mitbegründeten Helvetischen Gesellschaft, einer politischen Vereinigung aufgeklärter Schweizer, beteiligt. 1764 gründete er in Zürich die Moralische Gesellschaft, die sich praktisch-sozialen Zielen widmete, insbesondere der Verbesserung der Bildung der Landbevölkerung.
Außerdem war Hirzel Mitglied in weiteren Societäten und aufklärerisch-politischen Vereinigungen, namentlich in der Helvetisch-vaterländischen Gesellschaft zur Gerwi, der Société des citoyens in Bern, der Naturforschenden Gesellschaft, der Ökonomischen Kommission und der Dienstags-Compagnie.
In Bodmers Dienstags-Compagnie trug Hirzel auch erstmals sein Trauerspiel Junius Brutus vor. Hier konnte er mit Freunden die Geschichte von Lucius Iunius Brutus, des legendären Begründers der römischen Republik als Beispiel der Aufopferungsbereitschaft patriotischer Staatsbürger diskutieren. Dieses Werk blieb allerdings, von einigen Gelegenheitsgedichten abgesehen, sein einziges literarisches Werk, wobei die Ansichten geteilt sind, ob die Absicht verwirklicht, die Form aber misslungen ist, oder ob es sich umgekehrt verhält.
Als Autor und Historiker tätig wurde Hirzel vor allem nach seiner Entlassung aus dem Staatsdienst 1798. Zuvor hatte er über Jahrzehnte bis 1790 und dann wieder von 1804 bis 1815 Beiträge für die Neujahrsgaben der Stadtbibliothek geliefert, von denen eine Sammlung 1806 unter dem Titel Edle Züge aus der Schweizer-Geschichte erschien.
Er verfasste biografische Skizzen seiner Freunde Isaak Iselin, des Antistes Johann Rudolf Ulrich und Hans Heinrich Schinz sowie seines Bruders, ausserdem von dem ehemaligen Zürcher Bürgermeister Heinrich Kilchsperger.
Als grössere Werke sind zu nennen eine 1810 auf Latein erschienene reformationsgeschichtliche Abhandlung Disquisitio de Magistratus in urbe Tigurina, in reformationis opere praestito officio, von der eine deutsche Fassung 1818 unter dem Titel Über die Verdienste der Obrigkeit von Zürich um das Werk der Glaubensverbesserung erschien, vor allem aber die Zürcherischen Jahrbücher in fünf Bänden (1814–1819), eine bis 1515 reichende, chronologische aufgebaute Geschichte der Stadt Zürich, in der er vielfach auf die ihm erreichbaren Archivalien und Materialien zur Stadtgeschichte zurückgreifen konnte.
1818 starb er im Alter von 92 Jahren.

## Werke
- Dissertatio theologica de fiducia. Traiectum ad Rhenum [= Utrecht] 1722, Digitalisat.
- Junius Brutus. Ein Trauerspiel, in fünf Aufzügen. Zürich 1761, Digitalisat.
- Denkmahl Isaak Iselin gewidmet von seinem Freund. Basel 1782, Digitalisat.
- Auf den nacheinander erfolgten Tod meiner lieben Gattin und meines lieben Sohnes. In: Höpfners Helvetische Monatschrift, 1800, Heft 7 (Gedicht: So fällt das schöne Reh, das von der Mutterliebe …)
- Abschied von dem Gut im Hard. Zürich 1804.
- Angedenken meines Bruders und meiner beyden Freunde Ulrich  und Schinz. Zürich 1804.
- Denkmahl Heinrich Kilchspergers, gewesenen Bürgermeisters in Zürich. Zürich 1805, Digitalisat.
- Edle Züge aus der Schweizer-Geschichte. Basel 1806.
- Disquisitio de magistratus in urbe Tigurina in reformationis opere praestito officio. Tiguri [=Zürich] 1810, Digitalisat.
- Zürcherische Jahrbücher. 5 Bde. Zürich 1814–1819, 1, 2, 3, 4, 5.
- Das Lob des hohen Alters. Zürich 1815 (= Eloge de la vieillesse par un Ancien Magistrat. Zürich 1819).
- Über die Verdienste der Obrigkeit von Zürich um das Werk der Glaubensverbesserung. Aus dem Lateinischen übersetzt Sammt fünf auf dieses grosse Unternehmen sich beziehenden Gesprächen. Zürich 1818.
- mit Jacques-Henri Meister: Voyage de Zurich à Zurich par un vieil habitant de cette ville. Zürich 1818, Digitalisat.
- Herrn alt Seckelmeister Salomon Hirzels 50. Rede zum Andenken des Bestandes der moralischen Gesellschaft durch ein halbes Jahrhundert, gehalten Zürich den 27. Januar 1814. In: Zürcher Taschenbuch. Zürich 1908, S. 57–102 (Digitalisat)